# Азания (Сомали)

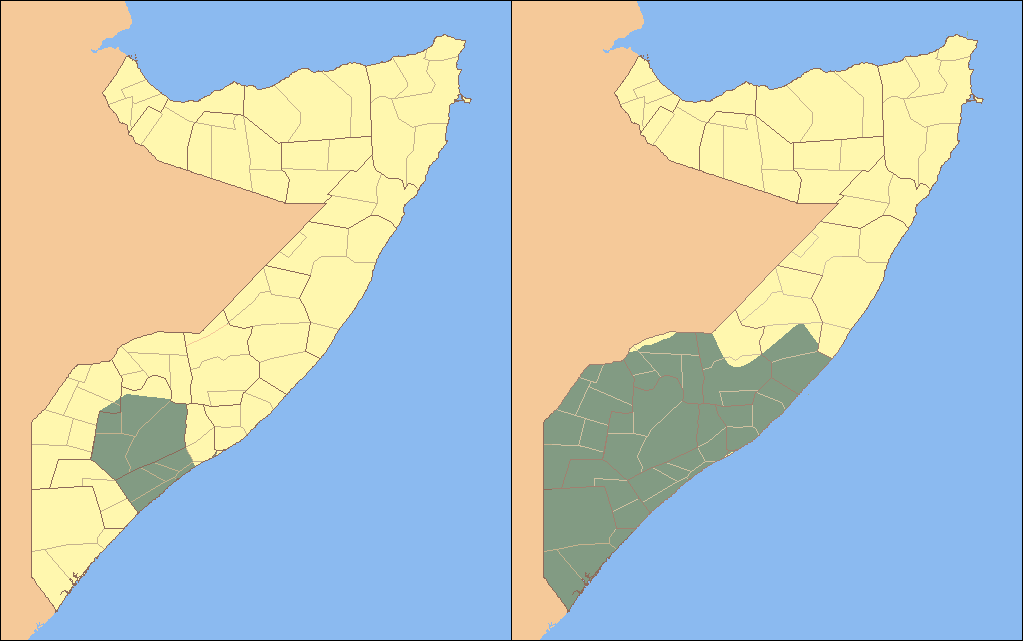
Территориальные приобретения Харакат аш-Шабаб с 31 января 2009 года по декабрь 2010

Аза́ния (сомал. Azaaniya, англ. Azania, араб. أزانيا‎), предполагаемое официальное название — Респу́блика Аза́ния (сомал. Dawladda Azaaniya) — бывшее виртуальное самопровозглашённое государство в Сомали. О создании Азании было объявлено 3 апреля 2011 года в столице Кении Найроби, где была создана администрация, претендовавшая на управление сомалийским регионом Джубаленд. Как и Пунтленд, Азания формально была провозглашена как автономный регион (штат) в составе федеративного Сомали.
Азания являлась кратковременной попыткой воссоздать Джубаленд, который в 2010 году был полностью захвачен силами исламистской группировки «Харакат аш-Шабаб». Однако, когда осенью 2011 года Кения (при содействии Эфиопии) организовала массированное наступление против аш-Шабаба (известное как Операция Линда Нчи), Кения стала поддерживать среди внутрисомалийских сил не столько Азанию, сколько движение Раскамбони, которое после частичного освобождения Джубаленда сформировало в 2013 году новую администрацию.

Хотя Азания формально представляла все три провинции Джубаленда, достаточно трудно установить, какую конкретно территорию администрация Азании действительно контролировала. Точная дата ликвидации Азании неизвестна.

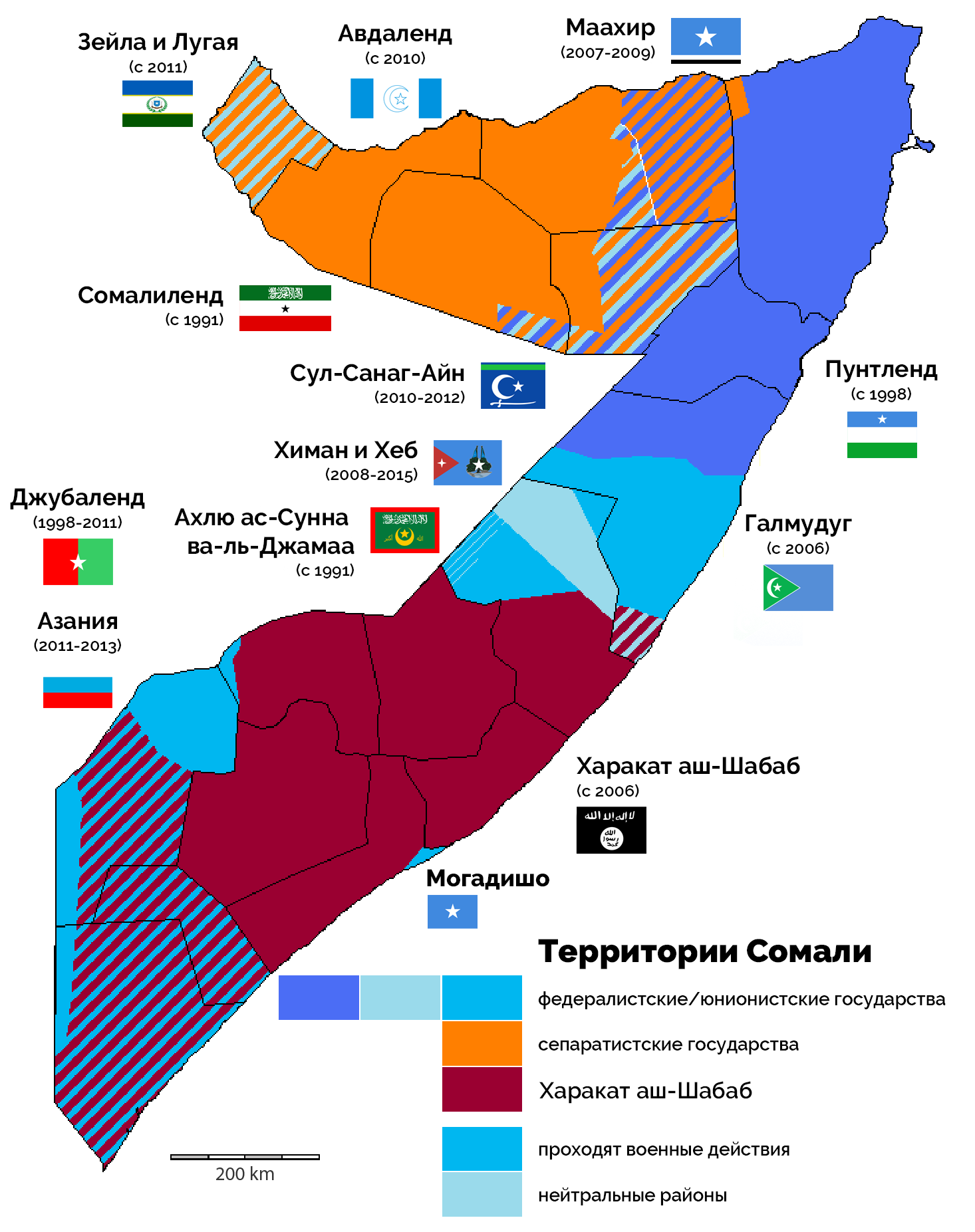
Карта политической обстановки в Сомали на момент провозглашения Азании

## Предпосылки
Главным инициатором создания Азании была Кения, нуждавшаяся в государстве-буферной зоне на границе с соседним Сомали, находящимся в состоянии гражданской войны с 1991 года и распавшимся на зоны влияния кланов. Стремясь к созданию такого государства, Кения к 2010 году тренировала 2500 бойцов и создала виртуальную административную структуру во главе с Мохамедом Абди Мохамедом Ганди, бывшим министром обороны Сомали. 20 марта 2011 года государство Азания было провозглашено в столице Кении. На момент перед провозглашением Азании весь Джубаленд находился под контролем Харакат аш-Шабаба.
Название «Азания» — это историческое наименование различных областей Африки. По словам президента Ганди, антрополога и историка, слово Азания было выбрано в качестве названия для новой администрации из-за его исторической важности, поскольку "Азания — это название, данное Сомали более 2500 лет назад. Оно было дано египетскими моряками, которые раньше получали много продовольствия с сомалийского побережья. Оно происходит с арабского и означает «земля изобилия».

## Провозглашение
3 апреля 2011 года после нескольких дней боёв при поддержке с воздуха кенийской авиацией сторонникам Переходного правительства и движения Раскамбони удалось занять город Доблей недалеко от пограничного перехода в Кению к местам сосредоточения сомалийских беженцев.
В тот же день в столице Кении Найроби состоялась церемония провозглашения нового государства Азания. Её временным президентом был объявлен Мохамед Абди Мохамед Ганди. Главной задачей Азании новый глава нового государства объявил борьбу с Харакат аш-Шабабом. «Наша цель создания этой администрации — сначала освободить эти регионы. Мы не отрываемся от Сомали», — заявил он.
В то время как Азания рассматривалась Кенией как проект администрации Джубаленда, в военных действиях против аш-Шабаба принимало участие несколько группировок, с ней не связанных. Наиболее сильной из них (и также поддерживаемой Кенией) было движение Раскамбони, которое возглавлял шейх Ахмед Мохамед Ислам Мадобе, позднее президент освобождённого Джубаленда. В то время, как проект Азании в основном поддерживали интеллектуальные и политические круги Кении, Мадобе имел массовую поддержку в среде кенийско-сомалийских офицеров. После того, как сторонникам Переходного правительства и движению Раскамбони удалось занять город Доблей и укрепиться на участке пограничной территории с Кенией, в Доблей направились представители администрации Азании; однако отношения Азании с Раскамбони оказались напряжёнными, и лидерами Раскамбони администрация Азании была отвергнута.
С северной стороны наступление проводила группировка Ахлу-Сунна валь-Джамаа, которая 28 апреля 2011 заняла город Лук в провинции Гедо. 3 мая 2011 был занят город Гарбахаррей. Однако Ахлу-Сунна валь-Джамаа также отказалась признать администрацию Азании. 29 июня 2011 года Мохаммед Абди Калил, глава администрации Переходного федерального правительства Сомали в регионе Гедо, обвинил правительство Азании в том, что оно имеет связи с бойцами «Харакат аш-Шабаба» и, более того, совместно с ними сражается против Переходного федерального правительства.

## Международная реакция
- Кения. Правительство Кении в момент создания Азании выразило надежду, что Азания сможет защитить страну от господствующей в Сомали анархии, став буферным государством[14].
- Сомали. Переходное правительство страны, пытавшееся объединить Сомали, достаточно скоро осудило провозглашение независимости Азании.
- Эфиопия. Власти Эфиопии выступили против создания этого государства, так как, по их мнению, это могло привести к усилению сепаратистских настроений в эфиопском регионе Огаден, населённом сомалийцами[22].

## Дальнейшие события
Вскоре после провозглашения, на всей территории Джубаленда развернулась полномасштабная военная операция Линда Нчи армии Кении (при поддержке Эфиопии, ПФП и движения Раскамбони), закончившаяся в 2012 году частичным оттеснением сил Харакат аш-Шабаба и взятием Кисмайо. После этого в столице Сомали Могадишо было образовано новое Федеральное правительство, а 15 мая 2013 года на территории всего Джубаленда было провозглашено автономное образование Джубаленд во главе с Ахмедом Мохамедом Исламом Мадобе, лидером Раскамбони. Упоминания об идее государства Азания после его провозглашения, в связи с этими событиями, быстро сошли на нет.